# マデイラ・ワイン

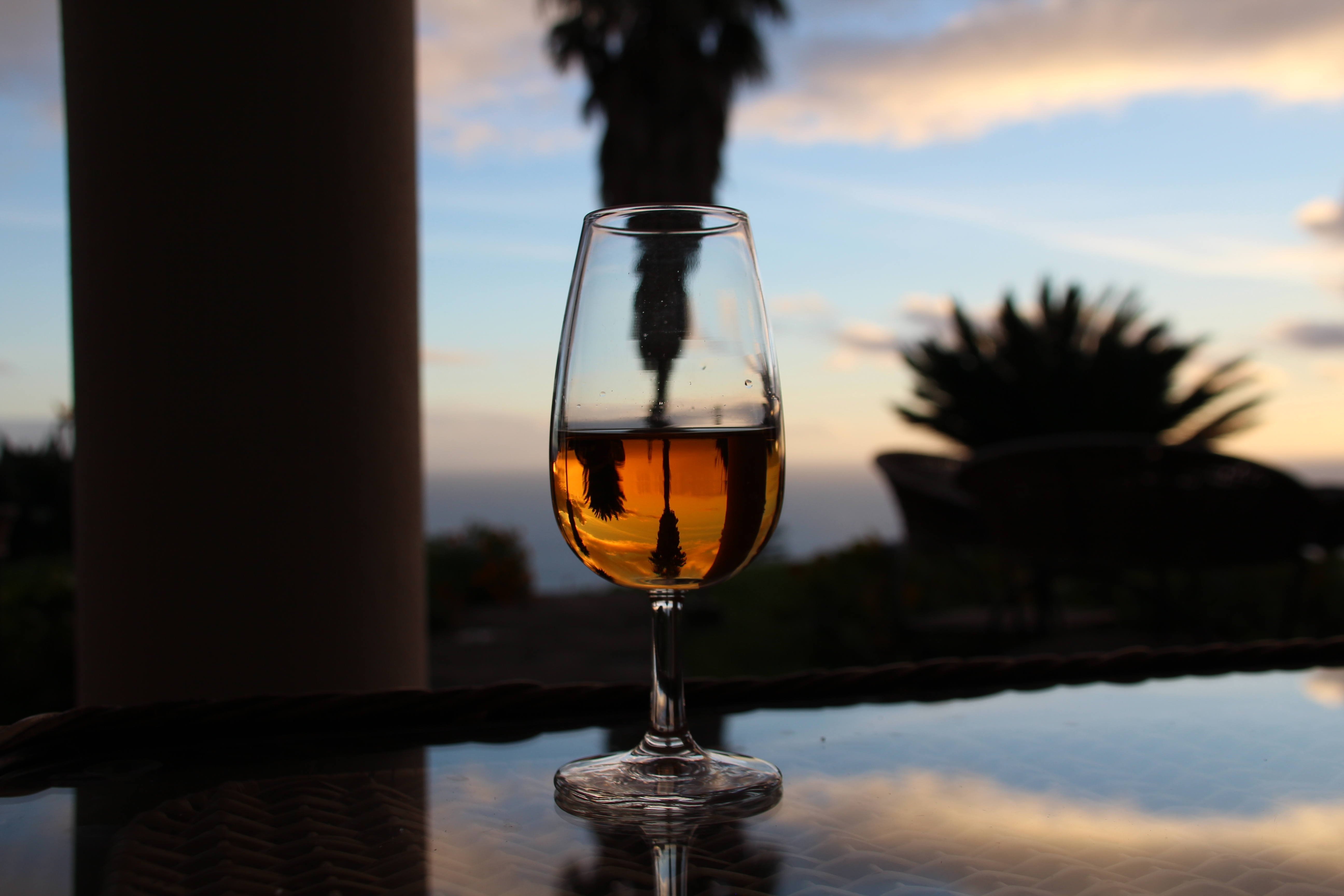

マデイラ・ワイン（ポルトガル語: Vinho da Madeira）とは、ポルトガル領のマデイラ島で造られている酒精強化ワインである。なお、一般的なワインは通常醸造酒に分類される酒だが、酒精強化ワインは混成酒に分類される酒である。したがって、当然マデイラ・ワインも混成酒である。

## 概要

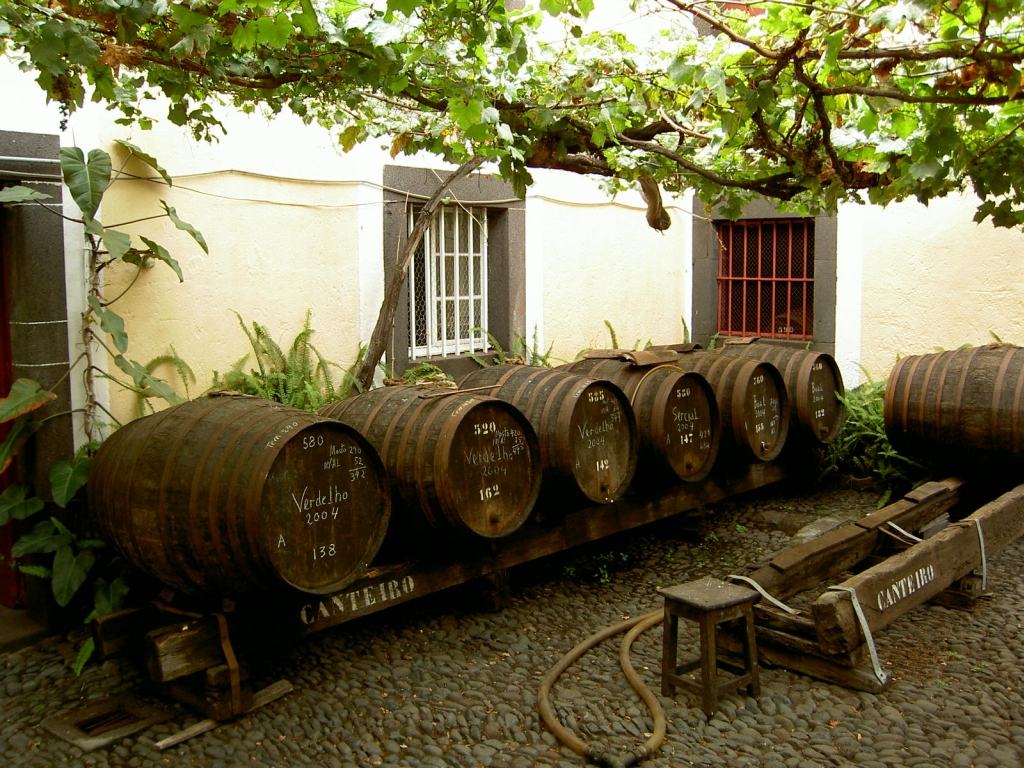
マデイラ島のマデイラ・ワインの熟成風景。太陽の熱にさらされてマデイラ・ワインは独特な味わいになる。

マデイラ・ワインは、ブドウ果汁の醗酵途中で蒸留酒を添加し、酵母を死滅させ強制的に醗酵を止める酒精強化ワインの1種である。特徴的なのは発酵を停止した後、最低90日間、45 - 50℃程度の比較的高温で熟成させる手法（エストゥファと呼ばれる）または、暑い環境であるワインセラーの上方の階で2年間保存する手法（カンテイロと呼ばれる）のどちらかにより穏やかに加熱熟成される。これは大洋を横断する際、熱帯地方を通過したときにワイン樽が暑熱にさらされるが、そのワインが好評だった逸話に基づく。マデイラ・ワインの製法・生産は、公的管理機関であるマデイラワイン・刺繍・手工業協会 (IVBAM)によって、ブドウの産地や品種、熟成期間などが細かく定められ、エストゥファ製法の場合はブドウの収穫後2年後の10月31日以降に発売が可能、またカンテイロ製法の場合は収穫後の翌年1月1日を起点に少なくとも3年の熟成を必須としている。あまりにも長期間、樽の中でワインを保存するのではアルコールが飛んでしまい商品価値を損なうため、長期熟成品は樽での所定の熟成後はデミジョンと呼ばれる編みかごに包まれたガラス瓶に移し替えられて保存される。
シェリーやポートワインと並んで、世界3大酒精強化ワインの1つに数えられる。
マデイラ・ワインには単一年度産のブドウより製した物の他、ブレンドものも存在し、辛口から甘口、明色から暗色、軽い味わいから重厚な味わいのものといった様々なタイプが存在する。酒精強化ワインのため当然ながら一般的なワインよりもアルコール度数は高く、アルコール度数17 %から22 %程度のワインとなる。なお、主に辛口のマデイラ・ワインは食前酒、甘口のマデイラ・ワインはデザートワイン（食後酒）として用いられる傾向にある。また、安価なものは料理酒としても用いられることもある。

## 分類
マデイラ・ワインには幾つも分類が存在する。ここではそれらについて解説する。

### 原料や製法による分類
フラスケイラ
フラスケイラは、同一収穫年の推奨品種のブドウ1品種のみで作られ、最低樽熟成期間が20年、瓶熟成が2年とされている。ラベルに品種とブドウの収穫年の表示がある。ただし、古いフラスケイラには推奨品種でないモスカテル種を使ったものや、1品種のブドウのみで作られておらず、ラベルに品種表示が無いものもある。

コリエイタ
コリエイタは単一収穫年ではあるものの、フラスケイラとは違ってブドウの品種に規定が無い。また、樽熟成が5年以上と規定されていて、瓶熟成は不要である。ラベルに収穫年の表示はあるが、ブドウの品種の表示はない。

リザーブ
熟成期間が15年のものをエクストラリザーブ、10年はスペシャルリザーブまたはオールドリザーブ、5年はリザーブと言う。これらのものは複数収穫年のブドウを混ぜて使用していて、ラベルに収穫年は表示されない。なお、ブドウの品種名は表示されるものとされないものとがある。品種表示のあるものはマデイラ島の伝統品種の6種類のうち1種を85%以上使用しているものである。

ファイネスト
ファイネストは、3年熟成されたもの。ただし、品種表示に加えて、熟成年表示もない。

レインウォーター
レインウォーターは、原料のブドウの品種として白ブドウの1種であるヴェルデーリョを使用してブレンドし、3年以上熟成された中辛口のもの。輸送中に激しい降雨のために樽に雨水がしみ込んで変質したワインが偶然にも非常に美味しかったことにちなんで名付けられた。

ソレラ
ソレラは、複数の樽を用いる、ソレラシステムと呼ばれる熟成法で作られる。マデイラ・ワインのソレラシステムの場合は、樽を3段あるいは4段に重ね、一番下に熟成した古いワインを置き、上になるほど熟成の短い若いものを置く。一番下の樽に詰められたワインを毎年10分の1ずつ出荷し足りなくなった分を2段目の樽から補充する。2段目の樽の減った分をその上の樽から補充するという方法を取ってきた。
しかし、ポルトガルがEUに加盟した後は、一番下の樽を10年目に全て空にしなければならないという規定になり、ソレラシステムを使うことの利点が無くなってしまったため、この方法で作られるマデイラ・ワインは少なくなった。

### 製品の甘さによる分類
甘さによる分類は4段階で、セコ（辛口）、メイオ・セコ（中辛口）、メイオ・ドセ（中甘口）、ドセ（甘口）が存在する。
かつては、酵母が自身の作り出したエタノールによって自滅するまで醗酵させた、つまり、完全に醗酵させて辛口にした醸造酒（一般的なワイン）に、ブドウ果汁を煮詰めたものや、ブドウ果汁にエタノール（蒸留酒）を加えたものを添加することによって甘味を調節していた。
しかし、現在は酒精強化のタイミング（蒸留酒を加えて酵母を死滅させるタイミング）を変えることで甘さを調節している。つまり、酵母によってブドウ果汁中に含まれていたグルコースなどが、どの程度消費されるかで甘さの調整を行っている。

### 製品の色による分類
マデイラ・ワインの色は、琥珀色からマホガニー色の間で5段階に分けられる。辛口のものは色が淡く、甘口になるほど色が濃くなる。同じ甘さのものでは熟成年数が長いほど色が濃くなる。なお、黒ブドウから作られたマデイラ・ワインでも後述する加熱処理によって退色して、白ブドウから作られたものと同じような褐色系の色になる。

## 製法
（ブドウの栽培については、「ブドウ栽培」の節を参照のこと。）

### 収穫と運搬
マデイラ・ワインの製造は、まず毎年9月にブドウを収穫するところから始まる。20世紀前半までは、収穫したブドウを桶に入れて足で踏み、これによってブドウを絞ってブドウ果汁にしてヤギの皮革で作った袋に詰め、それを担いで山道を通って醸造所まで運んでいた。また海沿いの斜面で栽培されたブドウは、同様の方法で果汁にされた後、小舟で海岸沿いを運び、目的地の海上で樽を海に落し、人力で海岸まで運ぶといったことも行われた。しかし、道路が整備されていったため、2003年現在では収穫したブドウを直接トラックで醸造所に運び、そこでブドウを絞って果汁にしている。

### 醸造
マデイラ・ワインの醸造の際、ブドウの皮や種子は除去して果汁のみを醗酵させる方法と、皮や種子もいっしょに醗酵させてから皮や種を取り除く方法がある。これらの方法は、熟成の予定年数に応じて、または、目的の味を出すために、それぞれのメーカーが使い分けている。なお、ここまでは一般的なワインと同様である。

### 酒精強化
上記のようにマデイラ・ワインも通常のワインと同じようにブドウ果汁を醗酵させるわけだが、この醗酵の段階で酒精強化、すなわち、蒸留酒（エタノール）の添加が行われる。2003年現在ではこの酒精強化のタイミングを調節することで甘さの調整が行なわれる。甘口のものは醗酵があまり進んでいない段階で蒸留酒添加が行うことによって、早めに酵母を死滅させて、ブドウ果汁の甘さを残したまま醗酵を止める。これに対して辛口のものは醗酵がほぼ完了し糖分がほとんど無くなった段階で蒸留酒を添加する。この段階でアルコール度数は17%前後に調整される。ちなみに、この酒精強化のタイミングで甘さの調整を行う方法を取る場合、甘口に仕上げるためには早期に酵母を殺す必要があり、したがって酵母によって作り出されるエタノールの量も少ない。このため、甘口のものほど添加されるエタノールの量は多くなり、辛口のものほど少なくなる。
なお、マデイラ・ワインの場合、酒精強化の際に添加される蒸留酒は、ブドウから造られた中性スピリッツである。つまり、通常のワインを何度も蒸留してエタノールの濃縮し、アルコール度数を95%に上げた蒸留酒が添加される。ちなみに、このブドウを原料とする中性スピリッツは、フランスやスペインから輸入されたものが使われている。ただし、20世紀の一時期、サトウキビから作られた中性スピリッツが用いられたこともあった。しかし、1974年以降、酒精強化に使用されるのは、ブドウを原料とした中性スピリッツに限られている。

### 加熱処理
酒精強化の後、数か月間の安定期間を置き加熱処理が施される。加熱方法は過去から現在まで色々な方法が試されてきた。現在ではクバ・デ・ガロールと呼ばれるワインの樽に温水の入ったパイプを通す方法と、カンティロと呼ばれる倉庫の2階に大きなガラス窓のついた部屋を作り、そこにワイン樽を置き自然に加熱する方法が行なわれている。クバ・デ・ガロールは主に普及品に、カンティロはフラスケイラのような単一品種で長期熟成をさせるものに使われる。
クバ・デ・ガロールでは新酒をエストゥファ（湯が循環する過熱容器）に移し、45℃～50℃を保ちながら最低3か月加熱する。微妙な味わいが要求される高級品は、湯を通した管を張り巡らせて倉庫全体を温め、熱の当たりを柔らかくするという手法がとられる。
加熱は50℃以下で3か月以上と決められている。加熱期間が終わると自然にゆっくりと常温まで下げられる。カンティロでは人工加熱と同じ効果を得るためには2年かかると言われている。

### 熟成
加熱処理が終わると熟成期間に入る。カンティロの場合はすでに木製の樽に入っているので、このまま常温で熟成が行われる。クバ・デ・ガロールで加熱されたものも、エストゥファから木製の樽へ移し替えて、やはり常温で熟成が行われる。収穫年数を表示するもの以外は、ブレンダーの手によって複数の収穫年のものがブレンドされ、メーカー独自の風味が作り出される。なお、この熟成は数年間から、長いものでは数十年間に渡って行われる。

### 瓶詰め
熟成終了後、安定期間を置き冷却処理され瓶詰めされる。なお、フラスケイラに分類されるマデイラ・ワインのように、瓶詰めされた後もしばらく保管しておく場合もある。

## ブドウ栽培
マデイラ島でブドウ栽培に向いているのは島の南部の標高330mから750mほどの比較的標高が低く、サイブロとよばれる石ころの混じった赤い凝灰岩の土地である。ただし、マデイラ島では土壌や標高などで畑の格付けはされていない。
マデイラ島のブドウ畑の多くは山の斜面に作られている。また、入植初期には小作人に貸し与える形でブドウ畑が作られたため、一般に畑の面積は小さく、機械化も進んでおらず、21世紀初頭においても人力に頼るところが多い。畑は棚造りとなっているものが多く、2mほどの高さのワイヤーを使った棚にブドウの蔓をはわせている。ちなみに、かつては樹木やサトウキビにブドウの蔓を這わせるという栽培方法もとられていた。

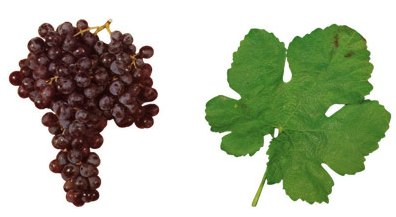
ネグラ・モレ

マデイラ島で栽培されるブドウは推奨品種と許可品種の2つのグループに分けられている。2003年現在マデイラ島で一番多く栽培されているのは黒ブドウで推奨品種のネグラ・モレ。なお、他に推奨品種とされているのは、白ブドウのセルシア、ボアル、ヴェルデーリョ、マルヴァジアなど。また、推奨品種の中でも白ブドウのセルシアル、ボアル、マルヴァジア・カンディダ、ヴェルデーリョ、テランテス、黒ブドウのバスタドルは、マデイラ島の伝統的品種と呼ばれる。

## マデイラ・ワインの歴史
この節では、以下の語を使い分けていることに注意。
1. ワイン - 一般的なワイン、酒の1種としてのワイン。
2. マデイラ島産のワイン - かつてマデイラ島で作られたワイン。
3. マデイラ・ワイン - マデイラ・ワインとしての特徴が確立してからのマデイラ・ワイン。

- マデイラ島の「マデイラ」という名称は「木」を意味し、その名の通りびっしりと樹木の覆われた島であった。開拓者はこの木々に火を放って焼き払ったため、火山岩の上に焼けた木が重なりマデイラ島独特の土壌が形成された[15]。そして、15世紀以降マデイラ島はヨーロッパとアメリカ大陸や喜望峰周り航路の中継基地として栄えた。この頃からマデイラ島ではワインが主要な輸出品であった[15]。
- イギリスは、自国の植民地にロンドン発のイギリス船以外の入港を認めない方針を打ち出したが、1661年にポルトガル王女のキャサリンと結婚したチャールズ2世は、マデイラ島から直接イギリスの植民地にワインを提供することを認めたため、アメリカ大陸を始めとしたイギリスの植民地では、マデイラ島産のワインが飲まれるようになった[15]。もちろん他の産地、フランスやスペインなどのワインもあったが、イギリスによって高額な税金が課されており、価格競争力を持たなかった。
- マデイラ・ワイン独特の風味の発見は17世紀に遡る。インドの前哨基地への補給品として船に積まれていたマデイラ島産のワインが、手違いから降ろし忘れられたことがあった。帰港後に格段に風味が良くなったことにヒントを得て「高温多湿で絶え間なく揺れる船倉に保管されたのと同じ環境を再現」するため様々なアイディアが試されたという。その最初の試みは「とにかく世界中に出荷する」というものであった。帆船の船倉にバラスト代わりに詰め込まれ、目的地で買い手が見つからなければ生産者の手に戻された。これらは“Vinho de Roda”や“Torna Viagem”、言うなれば「世界を巡ったワイン」として、ポルトガルで高額で取引された。高額な理由は質もさることながら帆船の船倉を航海の間、専有するという莫大な経費にあったため、これを産地の陸上で再現する試みが始まった。機械的に船の揺れを再現する装置まで作られたが、結局は温度こそが条件ということが判明し、現代に続く加熱と冷却の繰り返し処理となった。
- マデイラ・ワインの酒精強化は18世紀中ごろに始まったとされているが、なぜ始まったかについてはよくわかっていない。ジブラルタル海峡での紛争によってマデイラ島に寄港する船が減りワインの在庫が増えたので、貯蔵効率と保存性を高めるために蒸留したワインを添加したという説。あるいは、ワインの品質安定のために、シェリーやポートワインの真似をしたなどの説がある[15]。料理作家のコリン・ハーシュは、17世紀なかばまでに腐敗防止のために少量のブランデーの追加を始めたとしている。
- 1776年にアメリカ合衆国がイギリスから独立すると、マデイラ島産以外のワインがアメリカ合衆国市場に入り込んだため、同国におけるマデイラ島産ワインの独占的地位が崩れたが、それまではオランダ、スペイン、ポルトガル船の持ち込みについては英国当局から課税されていないため「王冠（イギリス）への税の支払いを拒否する」入植者たちにとって「好ましい飲み物」であった。トーマス・ジェファーソンはマデイラ・ワインがお気に入りで、この1776年のアメリカ合衆国独立宣言で乾杯をする時に、マデイラ・ワインが使われたことで知られている[16]。また合衆国憲法の洗礼も、マデイラ・ワインが使われている。他にもアレクサンダー・ハミルトン、ベンジャミン・フランクリン、ジョン・アダムス、ジョージ・ワシントンといった著名人もマデイラ・ワインを楽しんだと言われる。
- 19世紀後半には、アメリカ大陸から持ち込まれたフィロキセラやウドンコ病などの病害により、ブドウの生産が滞り、マデイラのワイン産業は大きな打撃を受けた。ただ、フィロキセラに対しては、フィロキセラに対して耐性のあるアメリカ大陸のブドウの木を台木として、その上にマデイラ島のブドウの木を接ぎ木することで、ブドウ栽培は回復していった[15]。

## ナポレオンとマデイラ・ワイン
1815年にナポレオン・ボナパルトがセントヘレナへの流刑にされた際、船が補給のためにマデイラ島に立ち寄った。上陸を許されなかったナポレオンに対し、イギリス領事が1792年ビンテージのマデイラ島産のワインを贈った。しかしナポレオンはそのワインを飲むことなく1820年に息を引き取った。